# (22586) Shellyhynes
(22586) Shellyhynes est un astéroïde de la ceinture principale d'astéroïdes.

## Description
(22586) Shellyhynes est un astéroïde de la ceinture principale d'astéroïdes. Il fut découvert le 21 avril 1998 à Socorro (Nouveau-Mexique) par le projet LINEAR. Il présente une orbite caractérisée par un demi-grand axe de 2,27 UA, une excentricité de 0,13 et une inclinaison de 8,1° par rapport à l'écliptique.

## Compléments